# Sosias (Laurion)
Sosias (altgriechisch Σωσίας Sōsías) war ein hochqualifizierter, im Bergwerkswesen erfahrener Thraker, der von dem reichen Athener Politiker und Feldherrn Nikias (* um 470 v. Chr.; † 413 v. Chr.) während des Peloponnesischen Krieges (431–404 v. Chr.) als Aufseher und Unternehmer für die Ausbeutung der Silberminen von Laurion (Laureion) in Attika eingesetzt wurde.
Nach dem Historiker Xenophon musste Nikias den damals unglaublichen Preis von einem Talent, also die Summe von 6000 Drachmen (etwa 6000 Arbeitertageslöhnen) für den Sklaven Sosias zahlen. Das war mehr als das dreißigfache dessen, was ein weniger qualifizierter Sklave kostete (150–200 Drachmen). Offensichtlich hatte Nikias eine so hohe Meinung von den Fähigkeiten des Sosias, dass ihm dieser Preis nicht zu hoch erschien. Nikias übertrug Sosias die Leitung seiner Bergbauaktivitäten in Laurion und unterstellte ihm 1000 Sklaven. Sosias musste dafür sorgen, dass Nikias aus dieser Investition jeden Tag 1000 Obolen Reinertrag erhielt, einen Obolus für jeden Sklaven (6 Obolen = 1 Drachme). Neben Nikias erwähnt Xenophon auch die Athener Millionäre Hipponikos und Philemonides, die sich mit 600 bzw. 300 Sklaven an der Ausbeutung der Silberminen beteiligten.
Die Zahl der Bergwerkssklaven in Laurion wird von dem Historiker Siegfried Lauffer zur Blütezeit der Anlagen auf 30 000 geschätzt, die in mehreren hundert Minen beschäftigt waren. Die Mehrzahl von ihnen waren Nicht-Griechen aus dem Norden oder aus Kleinasien. Außer von Sosias sind durch Inschriften und Grabsteine auch die Namen anderer Sklaven aus Laurion überliefert. In leitender Funktion war neben Sosias u. a. auch der Sklave Antigenes tätig, der – wie der berühmte Redner Demosthenes (37,4) berichtet – von seinem Besitzer Pantainetos vermietet und von dem Werkstättenbesitzer Euergos als Aufseher über 30 Werkstattsklaven in seinem Betrieb eingesetzt wurde. Erfolgreiche Sklaven konnten die Freilassung erreichen und vor allem in den nahegelegenen Städten Thorikos und Sunion auch Vollbürger werden.
Die Silberminen von Laurion waren Eigentum des athenischen Staats: Die Stadt Athen verpachtete die laurischen Bergwerke für jeweils drei Jahre an ihre Bürger. Manche reiche Athener lassen sich über mehrere Generationen als Bergbauunternehmer verfolgen, und viele athenische Karrieren von Politikern, darunter auch die des Nikias, basierten auf der Unabhängigkeit, die ihnen der Reichtum aus den Bergwerken gewährte.